# 李白墓
李白墓（りはくぼ）は、中国唐の詩人李白の墓。安徽省馬鞍山市当塗県青山西麓に位置する。

## 歴史
唐の宝応元年（762年）に李白が死去した。当時は当塗県令の李陽冰で県城の南の龍山の東麓に葬られた。元和12年（817年）、李白の生前の友人の范作の子の范伝正は当時の当塗県令の諸葛縦と力を合わせて龍山と向かい合う青山に転葬した。

## 文学
白居易の詩『李白墓』に云く：「采石江辺李白墳、繞田無限草連雲。可憐荒壟窮泉骨、曾有驚天動地文。但是詩人多薄命、就中淪落不過君。」